# Chorense
Chorense ist ein Ort und eine ehemalige Gemeinde (Freguesia) im Norden Portugals.
Chorense gehört zum Kreis (portugiesisch Concelho) Terras de Bouro im Distrikt Braga. Die Gemeinde hatte eine Fläche von 8,3 km² und 454 Einwohner (Stand 30. Juni 2011).
Am 29. September 2013 wurden die Gemeinden Chorense und Monte zur neuen Gemeinde União das Freguesias de Chorense e Monte zusammengeschlossen. Chorense ist Sitz dieser neu gebildeten Gemeinde.